# Desmella aneimiae
Desmella aneimiae är en svampart som beskrevs av Syd. & P. Syd. 1919. Desmella aneimiae ingår i släktet Desmella, ordningen Pucciniales, klassen Pucciniomycetes, divisionen basidiesvampar och riket svampar.   Inga underarter finns listade i Catalogue of Life.